# Birou
Birou är en ort i Burkina Faso.   Den ligger i provinsen Province du Bam och regionen Centre-Nord, i den centrala delen av landet, 100 kilometer norr om huvudstaden Ouagadougou. Birou ligger 348 meter över havet och antalet invånare är 693.
Terrängen runt Birou är platt. Närmaste större samhälle är Kongoussi, 13,5 kilometer öster om Birou.
Trakten runt Birou består i huvudsak av gräsmarker. Runt Birou är det ganska tätbefolkat, med 134 invånare per kvadratkilometer.